# High Energy Gamma Ray Astronomy
HEGRA es el acrónimo del inglés High-Energy-Gamma-Ray Astronomy o Astronomía de Rayos Gamma de Alta Energía. Fue un complejo de detectores que funcionó en el Observatorio del Roque de los Muchachos en la Isla de La Palma entre 1987 y 2002, año en el que fue desmantelado para dejar sitio al telescopio Cherenkov MAGIC. HEGRA fue construido por una colaboración internacional de institutos de investigación y universidades europeas, tales como el Instituto Max Planck de Física de Múnich, la Universidad de Hamburgo, la Universidad Complutense de Madrid o el Instituto Max Planck para la física nuclear de Heidelberg. 
Consistía en numerosos tipos de detectores que detectaban las partículas secundarias de cascadas atmosféricas extensas iniciadas en la atmósfera por rayos cósmicos o rayos gamma de energías entre 1012eV y 1016eV. Los detectores de cascadas de menor energía eran telescopios Cherenkov equipados con cámaras de tubos fotomultiplicadores. Eran sensibles a cascadas por encima de 350 GeV, pero tenían que ser apuntados en la dirección precisa del objeto a estudiar y sólo podían encenderse en noches sin luna. Tenían campos de visión de unos cinco grados de diámetro. Hubo hasta un total de seis telescopios de este tipo en funcionamiento. Cinco de ellos constituyeron el primer sistema estereóscopico de telescopios Cherenkov del mundo.

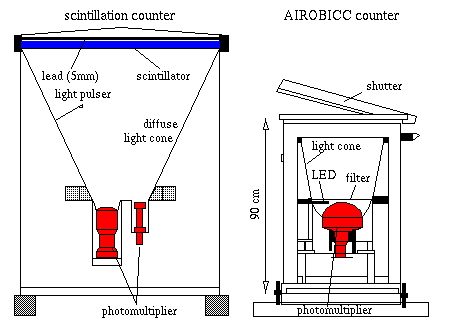
Esquemas de uno de los centelleadores y uno de los detectores de AIROBICC.

Un segundo tipo de detector fue AIROBICC (del inglés AIRshower Observation By angle Integrating Cherenkov Counters). AIROBICC estaba formado por 49 tubos fotomultiplicadores de grandes dimensiones (unos 20 cm de diámetro) abiertos al cielo y cubriendo un campo de visión muy amplio (1 estereoradián). Cada fotomultiplicador estaba protegido de la luz y de las condiciones atmosféricas adversas dentro de una caseta cuya tapa se abría al cielo en noches sin luna. Formaban una red de 7 por 7 detectores cubriendo una extensión de 200 metros por 200 metros. La medida de la carga y el tiempo de llegada de la cascada atmosférica extensa en cada uno de los detectores permitía calcular la dirección de llegada y la energía del rayo cósmico o gamma primario. Detectaba rayos gamma por encima de 1013eV. 
Complementando AIROBICC, había también una red de centelleadores cada uno de 1 m² de superficie sensible y cubriendo un área de 180 por 180 m². Estos detectores operaban día y noche independientemente de las condiciones atmosféricas y detectaban rayos gamma por encima de los 40 TeV. Un grupo de detectores de muones permitía discriminar las cascadas producidas por rayos cósmicos de aquellas producidas por rayos gamma.